# Zugunruhe
La zugunruhe, appelée aussi « agitation migratoire », est un sentiment d'anxiété qui apparaît chez les animaux migrateurs, notamment les oiseaux. Même quand ces animaux sont enfermés, ils montrent ce comportement durant les saisons où leur migration devrait se produire.

## Étymologie
Le mot est emprunté à l'allemand Zugunruhe, nom de genre féminin, composé de Zug : mouvement, migration et de Unruhe : inquiétude, anxiété (lui-même venant de un- : particule de négation et Ruhe : quiétude, calme). En allemand, les oiseaux migrateurs sont nommés Zugvögel.